# Mile Knežević
Mile Knežević (cyr. Mилe Kнeжeвић, ur. 21 września 1971 w Belgradzie) – serbski piłkarz występujący na pozycji obrońcy.

## Kariera klubowa
Grę w piłkę nożną rozpoczynał w rodzinnym Belgradzie w juniorskich zespołach FK Partizan.
W sezonie 1996/1997 w barwach Radu Belgrad zadebiutował w serbsko-czarnogórskiej prvej lidze (łącznie 8 spotkań i 1 gol). Następnie kontynuował karierę w belgijskim KSV Waregem, meksykańskiej Puebla FC, ponownie w Radzie Belgrad, greckim MGS Panserraikos, bułgarskim Spartaku Warna oraz FK Zvezdara.
W połowie 2002 roku Knežević podpisał kontrakt ze Szczakowianką Jaworzno prowadzoną wówczas przez Albina Mikulskiego. W I lidze zadebiutował 4 sierpnia 2002 roku w meczu przeciwko Wiśle Kraków. W sezonie 2002/2003 rozegrał ogółem 17 spotkań i zdobył 5 bramek (w tym 4 z rzutów karnych). Na koniec rozgrywek Szczakowianka zajęła w tabeli 13. lokatę, oznaczającą udział w barażu o pozostanie w lidze. Dwumecz przeciwko Świtowi Nowy Dwór Mazowiecki zakończył się zwycięstwem Szczakowianki 3:1. W lipcu 2003 roku Wydział Dyscypliny PZPN z powodu wykrycia przekupstwa zweryfikował wynik na korzyść Świtu.
Po karnej degradacji klubu do II ligi Mile Knežević nie kontynuował kariery zawodniczej.